# Червища (річка)
Червища — річка у Маневицькому та Любешівському районах Волинської області, права притока Стоходу (басейн Дніпра).

## Опис
Довжина річки приблизно 19 км. Висота витоки над рівнем моря — 168 м, висота гирла — 149 м, падіння річи — 19 м, похил річки — 1 м/км. Формується з багатьох безіменних струмків та 2 озер, Лісового та Червища.

## Розташування
Бере початок на південному сході від села Нові Червища. Спочатку тече на північний схід, а потім на північний захід через загальнозоологічний заказник «Тоболівський» і на південній стороні від села Угриничі впадає у річку Стохід, праву притоку Прип'яті.